# Orlová (usedlost)
Orlová (Orlovka, Vorlová) je bývalá usedlost v Praze 2-Vinohradech v ulici Jana Masaryka 16.

## Historie
Vorlová bývala vinice nazývána od 18. století. Na přelomu 18. a 19. století ji vlastnil baron Jakub Wimmer, majitel více vinohradských a vršovických dvorů. Ještě roku 1843 je v těchto místech vinice uváděna. V polovině 19. století tehdejší majitel usedlost přestavěl na vilu v historizujícím slohu. Severní průčelí domu přitom doplnil o kašnu ve tvaru mělké oválné nádrže s chrličem ve tvaru maskaronu, po stranách ohraničené dvěma pilastry s korintizujícími hlavicemi. V 80. letech 19. století vilu vlastnily Marie Hrabová a Johanna Maschová.

### Po roce 1945
Ve vile byl po skončení 2. světové války umístěn Domov mládeže, později Dětský výchovný ústav se Základní školou Jana Masaryka. Roku 2007 prošla stavba celkovou rekonstrukcí.